# Тераса Падована
Тераса Падована (итал. Terrassa Padovana) је насеље у Италији у округу Падова, региону Венето.
Према процени из 2011. у насељу је живело 1326 становника. Насеље се налази на надморској висини од 2 м.

## Становништво
Према резултатима пописа становништва 2011. у општини је живело 2.625 становника.
| 1931. | 1936. | 1951. | 1961. | 1971. | 1981. | 1991. | 2001. | 2011. |
| ----- | ----- | ----- | ----- | ----- | ----- | ----- | ----- | ----- |
| 2.689 | 2.857 | 2.761 | 2.146 | 1.898 | 1.894 | 2.049 | 2.128 | 2.625 |